# Italie aux Jeux olympiques d'hiver de 1964
L'Italie participe aux Jeux olympiques d'hiver de 1964, organisés à Innsbruck en Autriche. Ce pays participe aux Jeux olympiques d'hiver pour la neuvième fois après sa présence à toutes les éditions précédentes. La délégation italienne, formée de 61 athlètes (53 hommes et 8 femmes), obtient quatre médailles (une d'argent et trois de bronze) et se classe au douzième rang du tableau des médailles.

## Médaillés
| Médaille                            | Nom                                                        | Discipline | Épreuve             |
| ----------------------------------- | ---------------------------------------------------------- | ---------- | ------------------- |
| Médaille d'argent, Jeux olympiques  | Sergio Zardini Romano Bonagura                             | Bobsleigh  | Bob à deux hommes   |
| Médaille de bronze, Jeux olympiques | Eugenio Monti Sergio Siorpaes                              | Bobsleigh  | Bob à deux hommes   |
| Médaille de bronze, Jeux olympiques | Eugenio Monti Sergio Siorpaes Benito Rigoni Gildo Siorpaes | Bobsleigh  | Bob à quatre hommes |
| Médaille de bronze, Jeux olympiques | Walter Aussendorfer Sigisfredo Mair                        | Luge       | Double hommes       |